# Třída Treasury
Třída Treasury byla třída kutrů Pobřežní stráže Spojených států amerických kategorizované jako High Endurance Cutters. V letech 1936–1937 bylo spuštěno celkem sedm jednotek této třídy. Kutry byly bojově nasazeny ve druhé světové, korejské a vietnamské válce. Za druhé světové války se osvědčily při doprovodu konvojů. USCGC Alexander Hamilton byl za války potopen německou ponorkou. Ostatní kutry byly vyřazeny po mnohaleté úspěšné službě. Kutry USCGC Taney a USCGC Ingham se dodnes dochovaly jako muzejní lodě. Taney je zároveň jedinou dochovanou lodí, která přečkala japonský útok na Pearl Harbor (nepočítáme potopený vrak bitevní lodě USS Arizona).

## Stavba
V letech 1935–1937 bylo postaveno celkem sedm kutrů této třídy. Bibb postavila loděnice Charleston Navy Yard ve Filadelfii, Campbell, Duane, Ingham a Taney postavila loděnice Philadelphia Navy Yard ve Filadelfii a konečně kutry Alexander Hamilton a Spencer postavila loděnice New York Navy Yard v New Yorku.
Jednotky třídy Treasury:
| Jméno                             | Založení kýlu  | Spuštění na vodu | Vstup do služby | Status |
| --------------------------------- | -------------- | ---------------- | --------------- | --- |
| USCGC Bibb (WPG-31)               | 15. srpna 1935 | 14. ledna 1937   | 10. března 1937 | Vyřazen 30. září 1985, potopen poblíž Florida Keys na Floridě jako součást umělého útesu.                                                                                                  |
| USCGC Campbell (WPG-32)           | 1. května 1935 | 3. června 1936   | 16. června 1936 | Vyřazen 1. dubna 1982, potopen poblíž Havaje jako cvičný cíl. |
| USCGC Duane (WPG-33)              | 1. května 1935 | 3. června 1936   | 1. srpna 1936   | Vyřazen 1. srpna 1985, potopen poblíž Key Largo na Floridě jako součást umělého útesu. |
| USCGC Alexander Hamilton (WPG-34) | 11. září 1935  | 6. ledna 1937    | 4. března 1937  | Dne 29. ledna 1942 při obraně konvoje HX-170 potopen německou ponorkou U-132. |
| USCGC Ingham (WPG-35)             | 1. května 1935 | 3. června 1936   | 12. září 1936   | Vyřazen 27. května 1988, v letech 1989–2009 muzejní loď v Patriots' Point Maritime Museum v Charlestonu, od roku 2009 přesunut do Key West Maritime Memorial Museum v Key West na Floridě. |
| USCGC Spencer (WPG-36)            | 11. září 1935  | 6. ledna 1937    | 1. března 1937  | V letech 1974–1980 cvičná loď, vyřazen 15. prosince 1980, sešrotován. |
| USCGC Taney (WPG-37)              |                |                  | 24. října 1936  | Vyřazen 7. prosince 1986, zachován v Baltimore jako muzejní loď. |

## Konstrukce

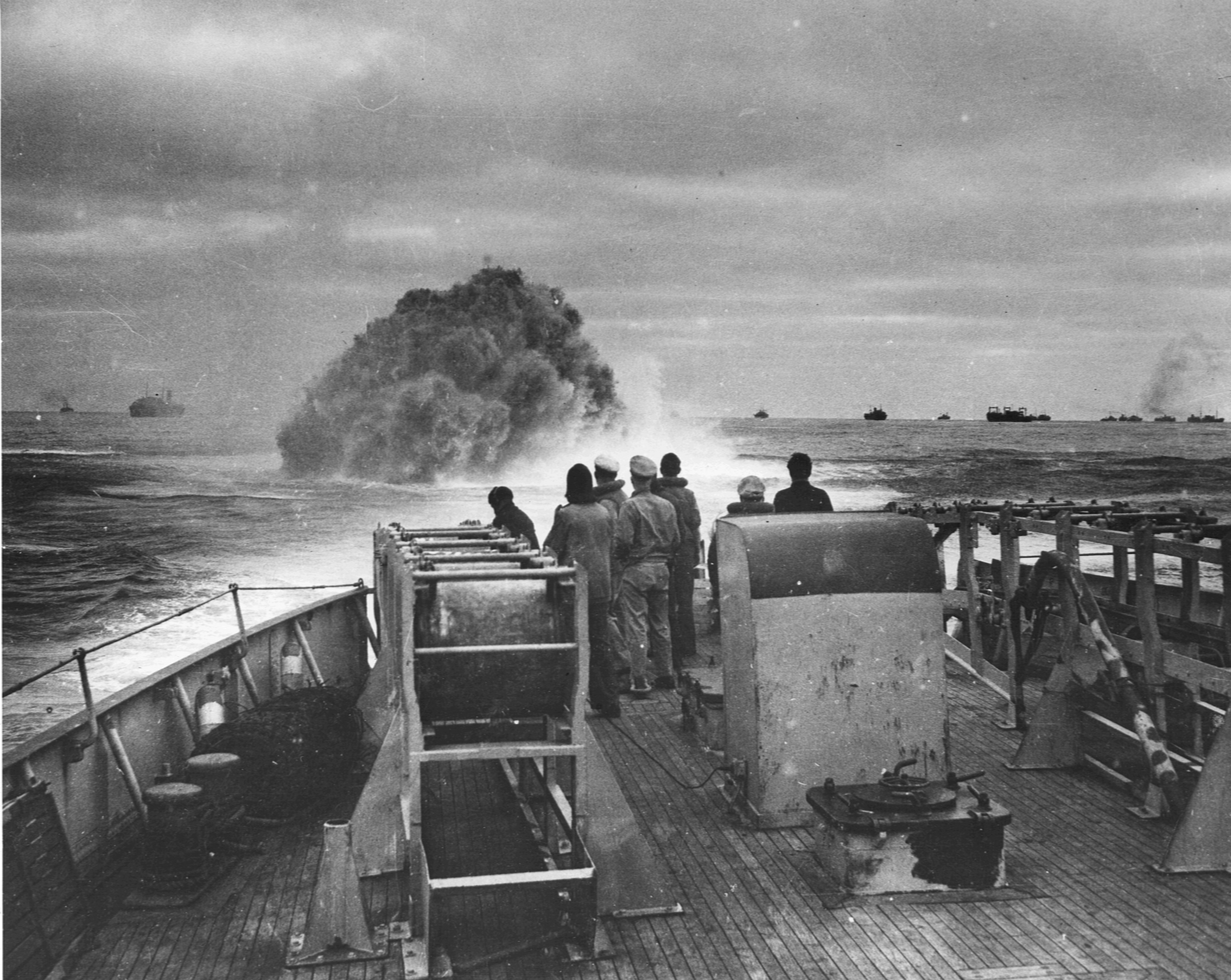
Kutr USCGC Spencer (WPG-36) se podílel na zničení ponorky U-175

Kutry konstrukčně vycházely z dělových člunů třídy Erie, ze kterých byl kvůli úspoře nákladů převzat trup a pohonný systém.) Byly postaveny z oceli. Po dokončení byly vyzbrojeny třemi 127mm kanóny, dvěma 57mm kanóny a jedním 37mm kanónem. Ze zádě operoval hydroplán Curtiss SOC Seagull, nebo později Grumman JF Duck (za války letoun nahradily jeden salvový vrhač hlubinných pum Hedgehog). Pohonný systém o výkonu 6170 hp tvořily dva naftové kotle Babcock & Wilcox, pohánějící dvě turbíny Westinghouse a dva lodní šrouby. Nejvyšší rychlost dosahovala 20,5 uzlu. Dosah byl 12 000 námořních mil (tedy 22 780 km) při rychlosti 11 uzlů.
Během mnohaleté služby byly kutry průběžně opravovány a modernizovány.

## Operační služba

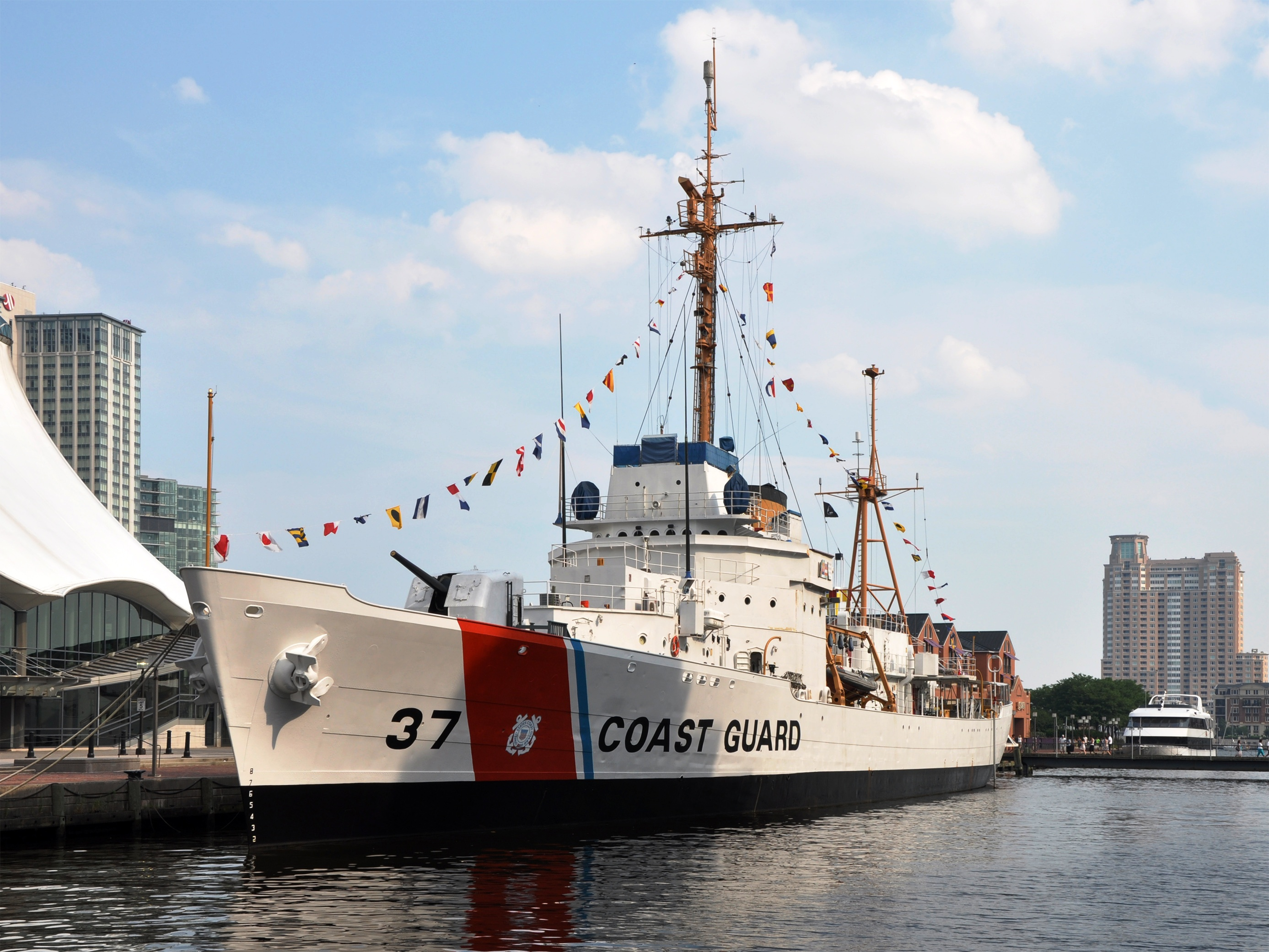
Kutr USCGC Taney (WPG-37) se zachoval jako muzejní loď

Kutry třídy Treasury byly díky svému dosahu, nautickým vlastnostem, rychlosti a výzbroji velmi vhodné pro doprovod konvojů. Proto byly už několik měsíců před vstupem USA do druhé světové války převedeny do amerického námořnictva. Kutry třídy Treasury se staly známými svými střety s ponorkami při obraně konvojů v Atlantiku a ve Středomoří. Ve válce byl ztracen pouze kutr USCGC Alexander Hamilton, který 29. ledna 1942 při obraně konvoje HX-170 potopila německá ponorka U-132. Zemřelo přitom 32 členů posádky. V pozdějších fázích války byly kutry upraveny na velitelská plavidla výsadkových operací.
Během korejské války kutry sloužily zejména jako velitelská a záchranná plavidla. Ve vietnamské válce převážně monitorovaly počasí a svými děly podporovaly pozemní jednotky. Osvědčená a univerzální plavidla byla ze služby vyřazena po více než 40leté službě.